# 严欢
严欢（1991年7月10日—），中国湖北省武汉市人，围棋职业六段棋手。他2004年入段，2015年7月升为六段。他获2007年全国围棋个人赛男子乙组冠军，2010年第17届新人王战亚军，2013年首届宏达杯全国围棋星锐最强战总决赛冠军。

## 国内比赛成绩
2007年全国围棋个人赛男子乙组冠军。2010年第17届新人王战连胜毛睿龙、李豪杰、邬光亚、张涛进入决赛，后0比2负于范廷钰，获得亚军。同年在全国围棋段位赛上取得12连胜，从三段升为五段。2013年首届宏达杯全国围棋星锐最强战总决赛冠军。

## 国际比赛成绩
2011年第3届BC卡杯预选赛连胜松本武久、刘星，进入本赛。本赛首轮胜赵治勋，进入32强，后负于金起用。
2016年第21届LG杯预选赛连胜张立、时越、朴硬根、李钦诚进入本赛。本赛首轮战胜金明训进入16强，后负于孟泰龄。